# Porcellio monticola
Porcellio monticola är en kräftdjursart som beskrevs av Lereboullet 1853. Porcellio monticola ingår i släktet Porcellio och familjen Porcellionidae.

## Underarter
Arten delas in i följande underarter:
- P. m. monticola
- P. m. pyrenaeus
- P. m. silvestrii
- P. m. meridionalis
- P. m. cassinensis
- P. m. alticola